# Blank Page
"Blank Page" é uma canção da artista musical estadunidense Christina Aguilera, contida em seu sétimo álbum de estúdio Lotus (2012). Foi composta pela própria juntamente a Sia Furler e Chris Braide, sendo produzida pelo último. Aguilera e Furler já haviam trabalhado anteriormente em Bionic e Burlesque, ambos lançados em 2010 pela primeira, sendo que o último é a trilha sonora do filme homônimo. Depois do lançamento de Lotus, a intérprete comentou que ela e Furler sempre fizeram colaborações incríveis e que gosta de trabalhar com a compositora, afirmando que ela é inspiradora e que as colaborações que fizeram anteriormente foram sentimentais, íntimas e que possuíam uma sensação vulnerável.
Musicalmente, "Blank Page" é classificada como uma balada pop e sua instrumentação é composta através dos vocais, juntando piano e teclado. Liricamente, trata de como Aguilera quer limpar sua imagem com um ex-amante e conciliar um romance antigo, querendo receber uma segunda chance na relação dos dois. Recebeu comparações com as canções "Beautiful" da própria Aguilera e com "Someone like You", da inglesa Adele, sendo descrita por Aguilera como uma versão mais vulnerável da primeira citada. A faixa recebeu análises geralmente positivas da mídia especializada, a qual prezou os vocais da artista e a sua produção minimalista e simples. Devido ao forte número de downloads digitais posteriores ao lançamento de Lotus, a obra conseguiu registrar entrada na tabela sul-coreana Gaon Music Chart, onde atingiu a 53ª colocação. Como forma de divulgação, Aguilera apresentou a canção durante a 39ª cerimônia dos People's Choice Awards, feito em 9 de janeiro de 2013. Depois da performance, ela recebeu a condecoração de People's Voice Award.

## Antecedentes

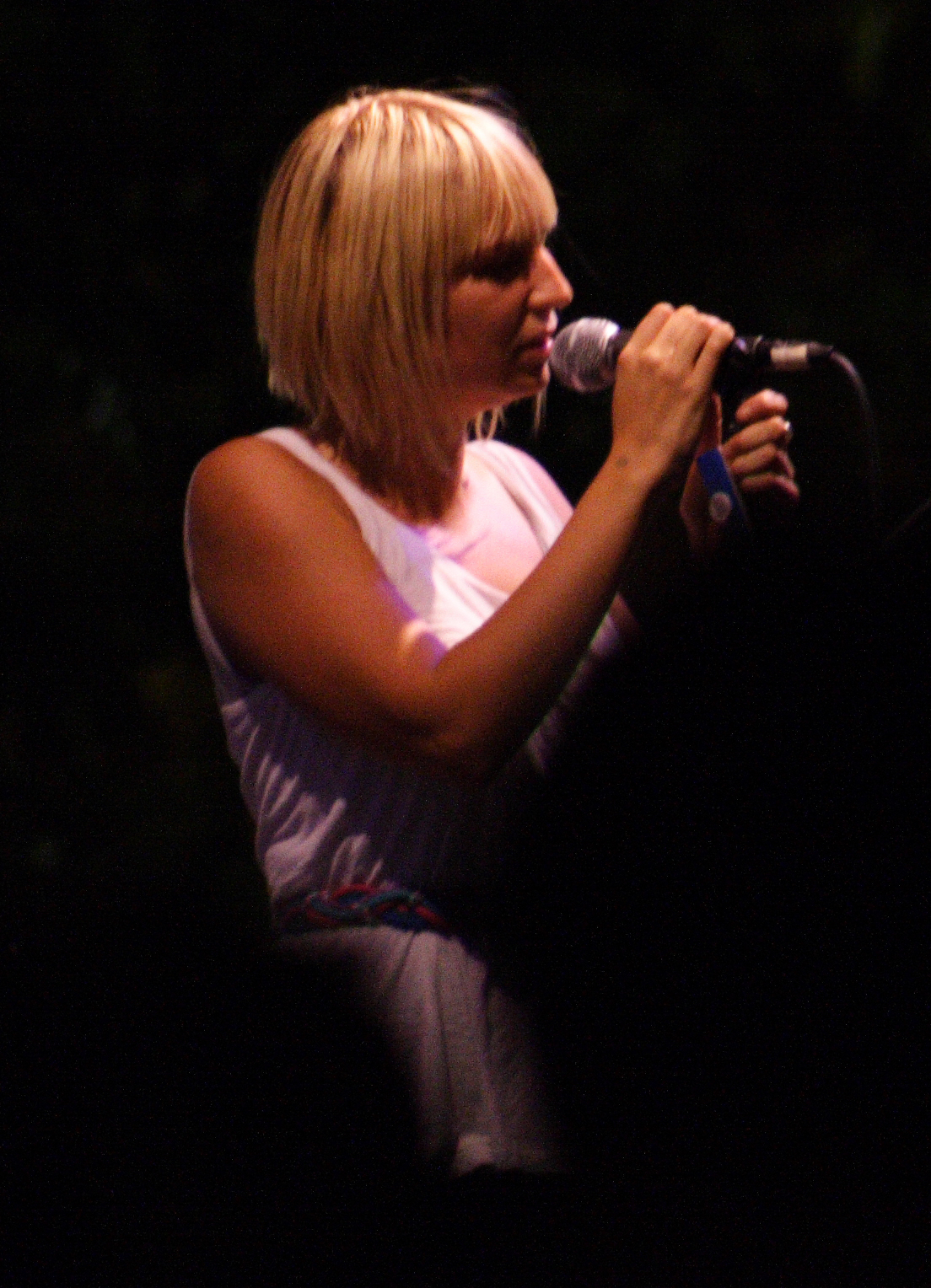
Em uma entrevista para a Billboard, Aguilera afirmou que Sia Furler (imagem) é uma das pessoas com quem mais gosta de trabalhar.

Após o lançamento de seu disco anterior Bionic em 2010, que falhou em obter um desempenho comercial positivo, Aguilera divorciou-se de Jordan Bratman, com quem havia se casado em 2005, estrelou o filme Burlesque ao lado de Cher e gravou sua trilha sonora de mesmo nome, ambos no mesmo ano. Mais tarde, ela tornou-se jurada da competição de canto The Voice e participou do single "Moves like Jagger" (2011) da banda Maroon 5, que permaneceu no topo da Billboard Hot 100 por quatro semanas consecutivas. Posteriormente a esses eventos, a intérprete anunciou que havia planos para dar início à produção de seu sétimo álbum, declarando que queria canções "pessoais e de alta qualidade" para o material. Sobre a direção criativa, ela revelou que o trabalho seria "uma culminação de tudo que experimentei até esse ponto", adicionando: "Eu passei por muitas coisas desde o lançamento de meu último álbum, estando no [The Voice], tendo um divórcio (...) Isso tudo é uma espécie de renascimento livre para mim". Ela também declarou o seguinte: "Estou abraçando muitas coisas novas, mas é tudo sobre sentir-se bem, super expressiva [e] super vulnerável". Aguilera continuou dizendo que o disco seria sobre "alto-expressão e liberdade" devido aos fracassos pessoais que experimentos nos últimos anos. Falando sobre seu novo material em uma entrevista feita no programa The Tonight Show with Jay Leno em 2012, ela disse que o processo de gravação de Lotus seria interrompido, afirmando: "Eu não gosto de ter canções apenas de produtores. Eu gosto que elas venham de um lugar pessoal (...) Estou muito animada. É divertido, animador, introspectivo, será bom".
Lotus foi o terceiro álbum em que Aguilera e Furler colaboraram juntas. Elas haviam trabalhado juntas pela primeiras vez em Bionic nas canções "You Lost Me" e "I Am", ao lado de Samuel Dixon. A primeira foi lançada como a última faixa de trabalho do álbum, e atingiu o cume da Hot Dance Club Songs e a 28ª posição na tabela Hot Adult Contemporary Tracks. Mais tarde, no mesmo ano, elas se reuniram para criar um número que fosse incluído na trilha sonora de Burlesque. O produto final tornou-se "Bound to You", que foi indicada na categoria de Best Original Song durante o Globo de Ouro de 2011. Em uma entrevista com a plataforma de vídeos Vevo, a intérprete explicou o processo de colaboração entre Furler e ela, e porque gosta de trabalhar com a compositora, dizendo: "Sia e eu sempre fizemos colaborações incríveis, ela trabalhado comigo na trilha sonora do filme Burlesque, que nos rendeu uma indicação no Globo de Ouro, e fizemos trabalhos no meu disco Bionic, que foram sentimentais, íntimas e [possuíam uma] sensação vulnerável, e é por isso que eu amo trabalhar com ela". Aguilera foi entrevistada pela Billboard durante a coletiva de imprensa Billboard Film & TV Music Conference. Lá, ela revelou que visualizou "Blank Page" como uma versão mais vulnerável de "Beautiful", canção lançada em 2002 pela própria. Quando questionada sobre quais eram as pessoas favoritas com quem gostava de trabalhar, ela respondeu mencionando apenas Furler e explicou o que levou-a a gostar de trabalhar com ela:
| “ | Sia é uma dessas pessoas [com quem mais gosto de trabalhar]. Ela entra, [como uma] cantautora, [e] apenas escreve as baladas mais bonitas e incríveis. Agora ela está fazendo um nome para ela mesma em uma escala comercial mais ampla com um monte de coisas mais dance, e ela é apenas uma cantora incrível. Ela aparece e apenas escreve algumas canções sérias, e eu fiquei tipo 'puxa, ela será uma pessoa muito séria, e eu estou nervosa em encontra-la, e eu quero que ela me encontre e entenda que eu não sou uma estrela pop brega'. Ela apareceu e ela estava muito nervosa, e ela é a pessoa mais fofa do mundo, mas uma vez que ela começa a cantar e fazer do jeito dela, você fica sugado por esse mundo de 'uau' e é inspirador estar ao redor de pessoas com uma energia criativa. Eu amo isso, é a melhor experiência. | ” |

## Créditos
Lista-se abaixo os profissionais envolvidos na elaboração de "Blank Page", de acordo com o encarte do álbum Lotus:
Gravação
- Canção e vocais gravados no The Red Lips Room, Beverly Hills, Califórnia; Human Feel, Los Angeles, Califórnia.

Equipe
| - Composição: Christina Aguilera, Chris Braide, Sia Furler - Produção: Chris Braide | - Gravação vocal: Oscar Ramirez - Programação, arranjo de cordas, piano, teclados: Chris Braide |

## Desempenho nas tabelas musicais
Devido ao grande número de downloads digitais após o lançamento de Lotus, "Blank Page" conseguiu registrar entrada na tabela sul-coreana Gaon Music Chart durante a semana de 17 de novembro de 2012, com vendas avaliadas em 4.299 unidades digitais.

### Posições
| Tabela musical (2012)            | Melhor posição |
| -------------------------------- | -------------- |
| Coreia do Sul (Gaon Music Chart) | 53             |